# Mistrzostwa Europy w Lekkoatletyce 1982 – sztafeta 4 × 100 m kobiet
Sztafeta 4 × 100 metrów kobiet była jedną z konkurencji rozgrywanych podczas XIII mistrzostw Europy w Atenach. Rozegrano od razu bieg finałowy 11 września 1982 roku. Zwycięzcą tej konkurencji została sztafeta Niemieckiej Republiki Demokratycznej w składzie: Gesine Walther, Bärbel Wöckel, Sabine Rieger i Marlies Göhr. W rywalizacji wzięło udział dwadzieścia osiem zawodniczek z siedmiu reprezentacji.

## Rekordy
| Rekord świata     | NRD · (Romy Müller, Bärbel Wöckel, Ingrid Auerswald, Marlies Göhr)       | 41,60 | Moskwa, ZSRR | 01.08.1980 |
| Rekord Europy     | NRD · (Romy Müller, Bärbel Wöckel, Ingrid Auerswald, Marlies Göhr)       | 41,60 | Moskwa, ZSRR | 01.08.1980 |
| Rekord mistrzostw | NRD · (Doris Maletzki, Renate Stecher, Christina Heinich, Bärbel Eckert) | 42,51 | Rzym, Włochy | 08.09.1974 |

## Wyniki

### Finał
| Miejsce | Reprezentacja   | Zawodniczki                                                                    | Czas  | Uwagi |
| ------- | --------------- | ------------------------------------------------------------------------------ | ----- | ----- |
| 1       | NRD             | Gesine Walther, Bärbel Wöckel, Sabine Rieger, Marlies Göhr                     | 42,19 | CR    |
| 2       | Wielka Brytania | Wendy Hoyte, Kathy Smallwood, Beverley Callender, Shirley Thomas               | 42,66 |       |
| 3       | Francja         | Laurence Bily, Marie-Christine Cazier, Rose-Aimée Bacoul, Liliane Gaschet      | 42,69 |       |
| 4       | Bułgaria        | Anelija Nunewa, Nadeżda Georgiewa, Jordanka Donkowa, Sofka Popowa              | 43,10 |       |
| 5       | ZSRR            | Tatjana Anisimowa, Iryna Olchownikowa, Jelena Kielczewska, Ludmiła Kondratjewa | 43,39 |       |
| 6       | Włochy          | Daniela Ferrian, Carla Mercurio, Marisa Masullo, Erica Rossi                   | 43,99 |       |
| –       | Czechosłowacja  | Štěpánka Sokolová, Radislava Šoborová, Taťána Kocembová, Jarmila Kratochvílová | DNF   |       |